# Viktoria Lakissova
Viktoria Lakissova (russisch Виктория Лакисова Wiktorija Lakissowa; * 27. November 1975 in Leningrad) ist eine russische Pianistin.

## Leben
Viktoria Lakissova studierte in St. Petersburg und Hamburg bei Ekaterina Murina und Volker Banfield. Sie erhielt 2002 den Ritter-Preis der Oscar und Vera Ritter-Stiftung in Hamburg für herausragende künstlerische Leistungen.
Lakissova ist vor allem durch Interpretationen von Werken des 18. Jahrhunderts hervorgetreten. 2000 erhielt sie den Mozart-Preis des internationalen Klavierwettbewerbs in Sydney. Sie konzertiert in   Europa als Kammermusikerin und Solistin. 2004 erschien ihre Debüt-CD bei Sony. Ebenfalls 2004 erschien in der Reihe „Music of Tribute“, New York, ihre Einspielung „Hommage à Scarlatti“ mit Werken von Domenico Scarlatti und von ihm beeinflussten neueren Komponisten, unter anderem von Walter Steffens, Kurtág, Alkan und anderen.
Lakissova arbeitet regelmäßig mit dem Cellisten Valeri Krivoborodov, einem Mitglied des Schostakowitsch-Streichquartetts Hamburg, zusammen.
Von 2001 bis 2008 lehrte sie Klavier an der Hochschule für Musik und Theater Hannover. Seit Dezember 2010 ist Viktoria Lakissova Professorin für Klavier an der Universität der Künste Berlin.